# Cantone di Ghisoni
Il Cantone di Ghisoni era una divisione amministrativa dell'arrondissement di Corte. Contava 4 188 abitanti (2009).
A seguito della riforma approvata con decreto del 26 febbraio 2014, che ha avuto attuazione dopo le elezioni dipartimentali del 2015, è stato soppresso.
I 4 comuni facenti parte prima della riforma del 2014 erano:
- Ghisonaccia
- Ghisoni
- Lugo di Nazza
- Poggio di Nazza